# Hongdu JL-10

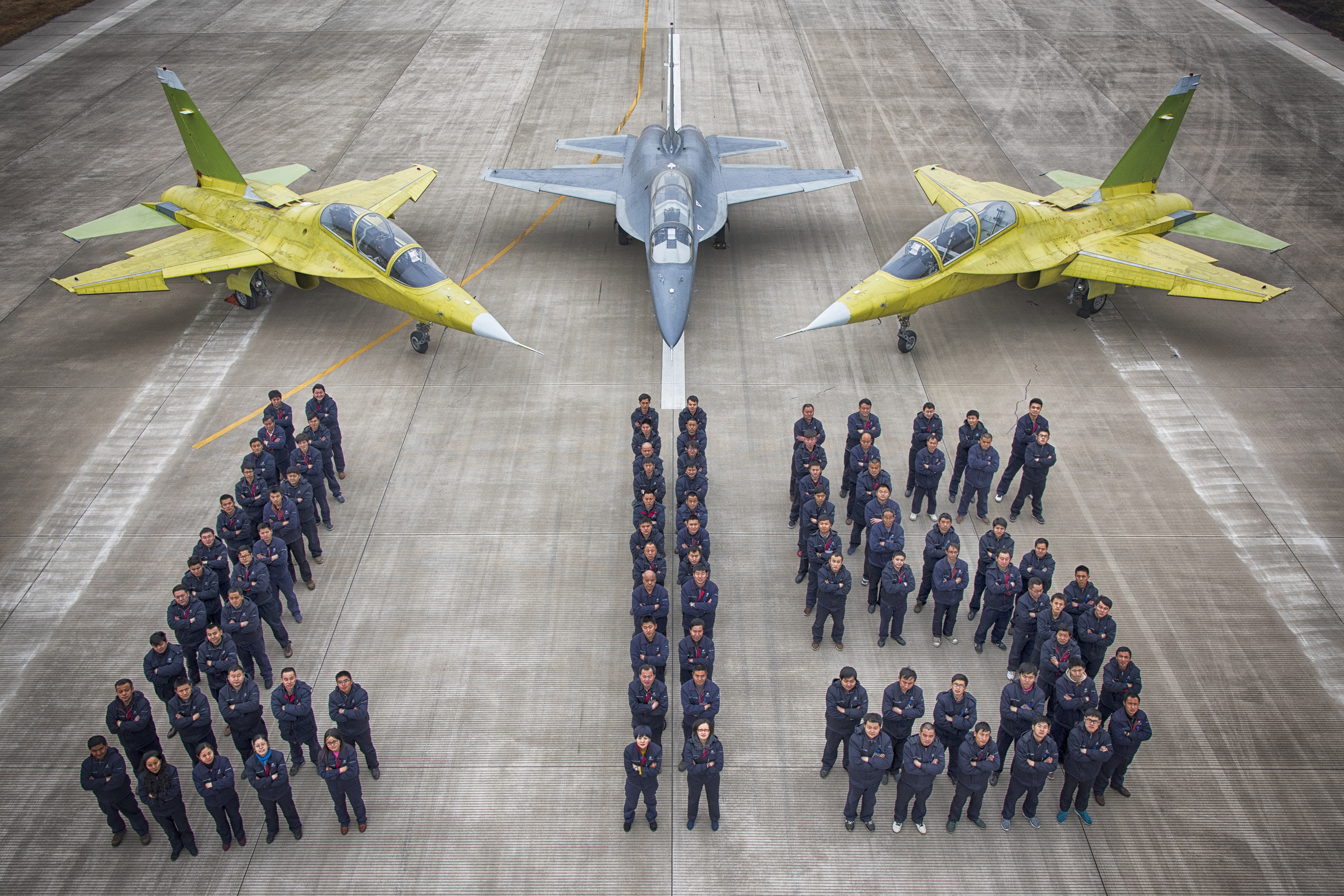
L-15 trong buổi lễ bàn giao

Hongdu JL-10, ban đầu còn được gọi là Hongdu L-15 Falcon, là một loại máy bay huấn luyện phản lực tiên tiến và máy bay chiến đấu hạng nhẹ siêu thanh được phát triển bởi Hongdu Aviation Industry Corporation (Tập đoàn Công nghiệp Hàng không Hongdu) (HAIC). Nó được Không quân Quân Giải phóng Nhân dân Trung Quốc (PLAAF) sử dụng làm máy bay huấn luyện chiến đấu dẫn đầu (LIFT).

## Phát triển
China Aviation Industry Corporation II (Tập đoàn Công nghiệp Hàng không Trung Quốc II) (AVIC II) hướng tới phát triển một máy bay huấn luyện tiên tiến mới cho quân đội Trung Quốc (PLA) vào năm 2000; AVIC II đã ký hợp đồng với Cục thiết kế Yakovlev của Nga — nhà thiết kế máy bay huấn luyện Yak-130 — với tư cách là cố vấn khoa học và kỹ thuật cho chương trình L-15. L-15 sẽ cạnh tranh với Guizhou JL-9 được phát triển song song bởi China Aviation Industry Corporation I (Tập đoàn Công nghiệp Hàng không Trung Quốc I). Nguyên mẫu L-15 hoàn thành vào tháng 9 năm 2005, bay lần đầu ngày 13 tháng 3 năm 2006. Các phiên bản ban đầu là máy bay huấn luyện phản lực tiên tiến cận âm và máy bay huấn luyện chiến đấu tiên tiến siêu âm.
Việc phát triển L-15B, một biến thể siêu thanh cho LIFT, đã được công bố năm 2010. Nó thực hiện chuyến bay đầu tiên ngày 21 tháng 12 năm 2017.
China National Aero-Technology Import & Export Corporation (Tập đoàn Xuất Nhập khẩu Công nghệ Hàng không Quốc gia Trung Quốc) (CATIC) đã đặt hàng 12 chiếc L-15 vào tháng 11 năm 2012; không rõ liệu những chiếc máy bay này có phải được chuyển cho một bên thứ ba hay không.
Zambia đặt hàng 6 máy bay L-15Z hồi năm 2014 với tổng giá trị hợp đồng 100 triệu USD; chúng được bàn giao năm 2016 và 2017.
PLA sử dụng một vài chiếc L-15 để đánh giá bay thử nghiệm trước năm 2018. Hải quân Quân Giải phóng Nhân dân (PLAN) tiếp nhận 12 chiếc L-15 vào tháng 8 năm 2018. PLAAF bắt đầu sử dụng JL-10 cho LIFT vào năm 2019. So với JL-9 kém tinh vi hơn, JL-10 giảm thời gian đào tạo chuyển đổi và thời gian đào tạo ứng viên cho các máy bay PLAAF.
Ngày 23 tháng 2 năm 2022, Các Tiểu vương quốc Ả Rập Thống nhất thông báo có ý định mua 12 chiếc L-15, với tùy chọn mua thêm 36 chiếc nữa. Giá trị của thỏa thuận không được tiết lộ, nhưng tờ The National (Abu Dhabi) đưa tin Trung Quốc bán L-15 với giá 10–15 triệu USD mỗi chiếc.

## Thiết kế
L-15 sử dụng các hệ thống kiểm soát bay (FBW) và buồng lái màn hình hiển thị.
Các nguyên mẫu được trang bị động cơ tuốc bin phản lực Lotarev DV-2.
Máy bay huấn luyện phản lực tiên tiến cận âm L-15A trang bị động cơ Ivchenko-Progress AI-222-25 và có 7 giá treo vũ khí. Phiên bản máy bay huấn luyện chiến đấu tiên tiến siêu âm trang bị động cơ đốt sau AI-222K-25. Theo một nguồn tin của Ukraina, 25% cấu tạo máy bay được làm bằng vật liệu composite, tuổi thọ của nó là 10.000 giờ.
Máy bay tấn công hạng nhẹ L-15B trang bị động cơ AI-222K-25F cho tốc độ tối đa Mach 1,4 (1.670 km/h). So với L-15A, L-15B có độ dài quãng đường cất cánh và hạ cánh ngắn hơn cũng như có thêm 2 giá treo vũ khí.
L-15A và L-15B sử dụng radar mảng quét điện tử thụ động PESA.

## Biến thể
- L-15AW: Phiên bản máy bay huấn luyện phản lực tiên tiến cận âm với 7 giá treo vũ khí. Trước đây được bán trên thị trường là L-15A.[3][4]
- Máy bay huấn luyện chiến đấu tiên tiến L-15: Phiên bản siêu thanh của L-15A.
- L-15Z: Tên định danh máy bay huấn luyện chiến đấu tiên tiến L-15 trong biên chế không quân Zambia.
- L-15B: Biến thể tấn công hạng nhẹ siêu thanh[9] với 9 giá treo vũ khí.[3]
- JL-10: Tên định danh của PLAAF.[17]

## Quốc gia sử dụng
Trung Quốc
- Không quân Trung Quốc: 40+ chiếc[18]
- Không quân Hải quân Trung Quốc: 12 chiếc[19]

 Zambia
- Không quân Zambia: 6 chiếc[14]

 Các Tiểu vương quốc Ả Rập Thống nhất
- Không quân Các Tiểu vương quốc Ả Rập Thống nhất: 12-48 chiếc (dự kiến)[14]

 Ethiopia

## Thông số kỹ thuật (L-15B)

### Đặc điểm tổng quát
- Kíp lái: 2 người[17]
- Động cơ: 2 × động cơ tuốc bin phản lực cánh quạt đốt sau Ivchenko-Progress AI-222K-25F[17]

### Hiệu suất bay
- Vận tốc tối đa: Mach 1,4 (1.670 km/h)[3]

### Trang bị vũ khí
- 9 giá treo vũ khí:[4]
  - Tên lửa không đối không PL-12[4] và PL-8[17]
  - Bom điều khiển dẫn đường bằng vệ tinh LS-6[17]

### Hệ thống điện tử
- Radar mảng quét điện tử thụ động PESA[9]